# HD 64484
HD 64484，又名CP-65 827，SAO 249978、HR 3081，是一颗恒星，视星等为5.79，位于銀經278.52，銀緯-19.08，其B1900.0坐标为赤經7h 49m 1.1s，赤緯-65° -19.08′ 25″。